# Father and Son (brano musicale)
Father and Son è un popolare brano musicale scritto ed originariamente interpretato dal cantautore britannico Cat Stevens nel suo album del 1970 Tea for the Tillerman.

## Cover

### Ron
Nel 1972 Gianfranco Baldazzi e Sergio Bardotti l'hanno tradotta in italiano con il titolo Figlio mio, padre mio e la loro versione è stata incisa da Ron (Rosalino Cellamare) nel 45 giri Figlio mio, padre mio/Cielo di maggio cielo di giugno.

### Sandie Shaw
La versione di Sandie Shaw del brano, pubblicata nello stesso anno, fu il ventinovesimo ed ultimo singolo della cantante per l'etichetta Pye Records, che negli anni Sessanta l'aveva resa una delle cantanti britanniche di maggior successo.

### Johnny Cash
Nel 1974 Johnny Cash ne pubblicò una cover con il testo leggermente modificato nell'album The Junkie and the Juicehead Minus Me. Cash eseguì il brano in duetto con la nipote Rosie Nix Adams e con il titolo Father and Daughter. Nel 2003 la rivisitò reinterpretandola con Fiona Apple nell'album Unearthed.

### Boyzone
Nel 1995 la boy band irlandese Boyzone pubblicò una cover del brano che riuscì ad arrivare alla seconda posizione della classifica britannica e di quella australiana. Di fatto la versione dei Boyzone fu il miglior risultato commerciale per Father and Son. Ronan Keating, frontman del gruppo, la pubblicò nuovamente nel 2004 da solista.

### Moulin Rouge
Nel 2001 i produttori del film Moulin Rouge! avrebbero voluto usare il brano nella sequenza iniziale del film ma Stevens, nel frattempo convertitosi all'Islam, negò il suo permesso.

### The Flaming Lips
Nel 2002 il gruppo rock statunitense The Flaming Lips pubblicò un brano intitolato Fight Test, musicalmente molto simile a Father and Son, al punto da essere costretti a corrispondere delle royalties a Stevens. Tuttavia Wayne Coyne, frontman del gruppo, dichiarò di essere stato del tutto all'oscuro delle somiglianze fra le due canzoni.

### Rod Stewart
Nel 2006 anche Rod Stewart si cimentò in una cover del brano nell'album di cover Still the Same... Great Rock Classics of Our Time.

## Tracce
Versione Boyzone
1. Father and Son (Radio Edit) – 2:46
2. Should Be Missing – 3:47
3. Father and Son (Live) – 3:11
4. Should Be Missing (The Other Mix) – 4:40

Versione Ronan Keating
CD singolo 1
1. Father and Son (New Steve Mac with Strings)
2. When You Say Nothing at All (French version)

CD singolo 2
1. Father and Son (New Steve Mac with Strings)
2. Father and Son (Metrophonic Mix)
3. I Hope You Dance (music Video)
4. Father and Daughter (music video)